# Тетеревка (приток Цны)
Тетеревка — река в России, протекает в муниципальном округе Егорьевск Московской области. Правый приток Цны.
Берёт начало у деревни Двойни, затем пересекает Егорьевское шоссе и течёт на север. В среднем течении реки расположены густые мещёрские леса, сохранившиеся в первозданном виде. В нижнем течении расположены деревни Суханово и Панино. Устье реки находится в 82 километрах от устья Цны. Около устья расположены цнинские рыборазводные пруды. Длина реки составляет 15 километров, площадь водосборного бассейна — 50,9 км².
По данным Государственного водного реестра России, относится к Окскому бассейновому округу. Речной бассейн — Ока, речной подбассейн — бассейны притоков Оки до впадения Мокши, водохозяйственный участок — Ока от города Коломны до города Рязани.